# Mauritius Challenger 1996
Il Mauritius Challenger 1996 è stato un torneo di tennis facente parte della categoria ATP Challenger Series nell'ambito dell'ATP Challenger Series 1996. Il torneo si è giocato a Mauritius in Mauritius dal 18 al 24 novembre 1996 su campi in erba.

## Vincitori

### Singolare
Leander Paes ha battuto in finale  Fabrice Santoro con il punteggio di 7–5, 6–4

### Doppio
Patrick Baur /  Joost Winnink hanno battuto in finale  Sander Groen /  Andrei Pavel che si sono ritirati sul punteggio di 0-1